# Francis de Vries
Francis de Vries (Christchurch, 28 novembre 1994) è un calciatore neozelandese, difensore dell'Auckland FC e della nazionale neozelandese.

## Carriera

### Club
Ha iniziato a giocare nell'APFA Academy di Christchurch, in Nuova Zelanda. L'accademia ha un accordo di collaborazione con il Chelsea e altre squadre professionistiche, tra cui il Basilea. Nel 2011, dopo un periodo nelle giovanili, esordisce con il Canterbury Utd, prima di avere l'opportunità di firmare un contratto dalla durata di 6 mesi con il Basilea nel 2012. Dopo essere stato svincolato dal Basilea, decide di trasferirsi negli Stati Uniti per giocare a calcio con la Saint Francis University, dove in quattro anni ha collezionato 79 presenze e 15 reti.
Mentre era al college, ha fatto parte della rosa dei Michigan Bucks, formazione della Premier Development League.
Il 13 gennaio 2017 viene scelto nel corso del secondo giro (29º assoluto) dell'MLS SuperDraft 2017 dai Vancouver Whitecaps. Il 16 marzo viene aggregato alla rosa della seconda squadra.
Il 24 novembre dello stesso anno fa ritorno al Canterbury United.

Il 21 luglio 2018 ha firmato con il Nyköpings BIS, squadra militante nella terza divisione svedese.
Nel gennaio 2019 viene acquistato dall'IFK Värnamo, altro club della terza divisione svedese. Al termine delle stagioni 2020 e 2021, la squadra biancoblu per due volte una promozione che nel giro di due anni ha portato la società ad un'inedita promozione in Allsvenskan. Nel corso dell'Allsvenskan 2022 de Vries ha disputato 11 incontri, poi a fine anno ha lasciato la squadra per fine contratto.

### Nazionale
Il 16 novembre 2021 ha esordito con la nazionale neozelandese giocando l'amichevole vinta 2-0 contro il Gambia.

## Statistiche

### Presenze e reti nei club
Statistiche aggiornate al 21 marzo 2022.
| Stagione        | Squadra                | Campionato      | Campionato | Campionato | Coppe nazionali | Coppe nazionali | Coppe nazionali | Coppe continentali | Coppe continentali | Coppe continentali | Altre coppe | Altre coppe | Altre coppe | Totale | Totale |
| Stagione        | Squadra                | Comp            | Pres       | Reti       | Comp            | Pres            | Reti            | Comp               | Pres               | Reti               | Comp        | Pres        | Reti        | Pres   | Reti   |
| --------------- | ---------------------- | --------------- | ---------- | ---------- | --------------- | --------------- | --------------- | ------------------ | ------------------ | ------------------ | ----------- | ----------- | ----------- | ------ | ------ |
| 2011-gen. 2012  | Canterbury Utd         | NZFC            | 1          | 0          |                 | -               | -               |                    | -                  | -                  |             | -           | -           | 1      | 0      |
| 2014            | Michigan Bucks         | USL PDL         | 12         | 0          | USOC            | 0               | 0               |                    | -                  | -                  |             | -           | -           | 12     | 0      |
| 2015            | Michigan Bucks         | USL PDL         | 13         | 2          | USOC            | 0               | 0               |                    | -                  | -                  |             | -           | -           | 13     | 2      |
| 2016            | Michigan Bucks         | USL PDL         | 7          | 0          | USOC            | 0               | 0               |                    | -                  | -                  |             | -           | -           | 7      | 0      |
| 2017            | Vancouver Whitecaps II | USL             | 20         | 0          |                 | -               | -               |                    | -                  | -                  |             | -           | -           | 20     | 0      |
| nov. 2017-2018  | Canterbury Utd         | NZFC            | 15         | 1          |                 | -               | -               |                    | -                  | -                  |             | -           | -           | 15     | 1      |
| lug.-nov. 2018  | Nyköpings BIS          | D1              | 11         | 0          | CS              | 1               | 0               |                    | -                  | -                  |             | -           | -           | 12     | 0      |
| 2019            | IFK Värnamo            | D1              | 29         | 2          | CS+CS           | 3+2             | 0               |                    | -                  | -                  |             | -           | -           | 34     | 2      |
| 2020            | IFK Värnamo            | E               | 29         | 2          | CS              | 0               | 0               |                    | -                  | -                  |             | -           | -           | 29     | 2      |
| 2021            | IFK Värnamo            | S1              | 28         | 1          | CS              | 1               | 0               |                    | -                  | -                  |             | -           | -           | 29     | 1      |
| 2022            | IFK Värnamo            | A               | 0          | 0          | CS              | 2               | 0               |                    | -                  | -                  |             | -           | -           | 2      | 0      |
| Totale carriera | Totale carriera        | Totale carriera | 165        | 8          |                 | 9               | 0               |                    | -                  | -                  |             | -           | -           | 174    | 8      |

### Cronologia presenze e reti in nazionale
| Cronologia completa delle presenze e delle reti in nazionale ― Nuova Zelanda | Cronologia completa delle presenze e delle reti in nazionale ― Nuova Zelanda | Cronologia completa delle presenze e delle reti in nazionale ― Nuova Zelanda | Cronologia completa delle presenze e delle reti in nazionale ― Nuova Zelanda | Cronologia completa delle presenze e delle reti in nazionale ― Nuova Zelanda | Cronologia completa delle presenze e delle reti in nazionale ― Nuova Zelanda | Cronologia completa delle presenze e delle reti in nazionale ― Nuova Zelanda | Cronologia completa delle presenze e delle reti in nazionale ― Nuova Zelanda |
| Data                                                                         | Città                                                                        | In casa                                                                      | Risultato                                                                    | Ospiti                                                                       | Competizione                                                                 | Reti                                                                         | Note                                                                         |
| ---------------------------------------------------------------------------- | ---------------------------------------------------------------------------- | ---------------------------------------------------------------------------- | ---------------------------------------------------------------------------- | ---------------------------------------------------------------------------- | ---------------------------------------------------------------------------- | ---------------------------------------------------------------------------- | ---------------------------------------------------------------------------- |
| 16-11-2021                                                                   | Abu Dhabi                                                                    | Nuova Zelanda                                                                | 2 – 0                                                                        | Gambia                                                                       | Amichevole                                                                   | -                                                                            | 90+5’                                                                        |
| 28-1-2022                                                                    | Abu Dhabi                                                                    | Giordania                                                                    | 3 – 1                                                                        | Nuova Zelanda                                                                | Amichevole                                                                   | -                                                                            | 81’                                                                          |
| 21-3-2022                                                                    | Doha                                                                         | Nuova Zelanda                                                                | 4 – 0                                                                        | Figi                                                                         | Qual. Mondiali 2022                                                          | -                                                                            |                                                                              |
| 24-3-2022                                                                    | Doha                                                                         | Nuova Zelanda                                                                | 7 – 1                                                                        | Nuova Caledonia                                                              | Qual. Mondiali 2022                                                          | -                                                                            | 71’                                                                          |
| 30-3-2022                                                                    | Doha                                                                         | Isole Salomone                                                               | 0 – 5                                                                        | Nuova Zelanda                                                                | Qual. Mondiali 2022                                                          | -                                                                            |                                                                              |
| 9-6-2022                                                                     | Ar Rayyan                                                                    | Oman                                                                         | 0 – 0                                                                        | Nuova Zelanda                                                                | Amichevole                                                                   | -                                                                            |                                                                              |
| 18-11-2024                                                                   | Auckland                                                                     | Samoa                                                                        | 0 – 8                                                                        | Nuova Zelanda                                                                | Qual. Mondiali 2026                                                          | 1                                                                            |                                                                              |
| 21-3-2025                                                                    | Wellington                                                                   | Nuova Zelanda                                                                | 7 – 0                                                                        | Figi                                                                         | Qual. Mondiali 2026                                                          | -                                                                            | 72’                                                                          |
| 24-3-2025                                                                    | Auckland                                                                     | Nuova Caledonia                                                              | 0 – 3                                                                        | Nuova Zelanda                                                                | Qual. Mondiali 2026                                                          | -                                                                            | 46’                                                                          |
| 10-6-2025                                                                    | Toronto                                                                      | Nuova Zelanda                                                                | 1 – 2                                                                        | Ucraina                                                                      | Amichevole                                                                   | -                                                                            | 81’                                                                          |
| Totale                                                                       |                                                                              | Presenze                                                                     | 10                                                                           |                                                                              | Reti                                                                         | 1                                                                            |                                                                              |

## Palmarès

### Club

#### Competizioni nazionali
- Superettan: 1

IFK Värnamo: 2021
- Premier's Plate: 1

Auckland FC: 2024-2025